# Shabazz Muhammad
Pour les articles homonymes, voir Muhammad (homonymie).
Shabazz Muhammad, né le 13 novembre 1992 à Long Beach en Californie, est un joueur américain de basket-ball. Il mesure 1,95 m et évolue au poste d'arrière.

## Biographie

### Carrière au lycée
Muhammad est classé deuxième meilleur joueur de la classe de recrutement 2012 par les sites ESPN.com et Scout.com, il est classé premier par le site Rivals.com.
Il est notamment doté d'une incroyable détente qui en fait l'un des meilleurs dunkeurs du pays. Avec son lycée de Bishop Gorman à Las Vegas, il réalise de très bonnes performances qui le conduisent à être sélectionné pour le 2012 McDonald's All-American Team game, match de gala avec les meilleurs lycéens. Au cours de cette rencontre, il est nommé MVP du match avec 21 points.
Muhammad est aussi élu meilleur joueur de l'État du Nevada.
Le 7 avril 2012, il participe au Nike Hoop Summit et marque 35 points, battant le record du nombre de points marqués (34 points, record détenu par Enes Kanter).

### Carrière universitaire
Il rejoint le système universitaire pour la saison 2012-2013 et décide de jouer pour les Bruins d'UCLA, l'équipe universitaire de l'université de Californie à Los Angeles,.
Le 9 novembre, le jour du début de la saison universitaire de basket-ball, Shabazz Muhammad est suspendu par la NCAA pour avoir accepté que ses frais de logement et de transport lors de visites à des universités souhaitant le recruter, soit pris en charge par ces dernières. UCLA négocie avec la NCAA et, après le remboursement des frais de logement et de transport par Muhammad, celui-ci obtient l'autorisation de jouer le 16 novembre 2012,.
En mars 2013, les Bruins d'UCLA sont éliminés dès le premier tour du tournoi final de la NCAA. De plus, une polémique se déroule autour de l'âge de Muhammad : le joueur était annoncé comme né en 1993 alors qu'il est en fait né en 1992. Ce changement d'âge permettait à Muhammad de jouer contre des joueurs plus jeunes que lui. Muhammad prétend qu'il n'était pas au courant de cette erreur sur son âge,.
Le 16 avril 2013, Muhammad se présente à la draft 2013 de la NBA. Alors qu'il a commencé la saison en étant pressenti dans le top 3 de la draft, sa cote baisse durant sa dernière année à l'université, à cause de sa taille et de son attitude. Quelques jours avant la draft, il est attendu au 9e choix par les Timberwolves du Minnesota.

### Carrière NBA

#### Timberwolves du Minnesota (2013-2018)

##### Saison 2013-2014
Le 27 juin 2013, Shabazz Muhammad est choisi en 14e position lors de la draft par le Jazz de l'Utah puis est immédiatement transféré aux Timberwolves du Minnesota avec le 21e choix, Gorgui Dieng contre Trey Burke, le 9e choix
Il choisit de porter le numéro 0 car selon lui personne ne porte ce numéro.
En juillet 2013, après une rencontre contre une sélection de joueurs issus de D-League, il déclare vouloir prouver qu'il est plus qu'un simple scoreur.
En août 2013, il se fait exclure du Rookie Program et est menacé d'être envoyé en D-League par Flip Saunders, le General Manager des Timberwolves. Un mois plus tard, il adresse une lettre d'excuses à Flip Saunders et Glen Taylor, le propriétaire des Wolves.
Cependant, il est possible qu'il obtienne le rôle de sixième homme dès sa première saison.
Le 5 janvier 2014, il est envoyé à l'Energy de l'Iowa en D-League,. Il y joue quatre matches où il réalise des moyennes de 24,5 points à 57,1 % au tir et 9,8 rebonds par match. Il participe au D-League Showcase et est nommé dans la meilleure équipe du D-League Showcase.
Le 13 janvier, il est rappelé dans l'effectif des Timberwolves,. Le 8 février, avec trois coéquipiers blessés, Muhammad obtient plus de temps de jeu et marque 12 points lors de la défaite des siens 117 à 100 contre les Trail Blazers de Portland. Après avoir très peu joué avec les Wolves jusque-là, c'est le premier match où il reste plus de 10 minutes sur le terrain,. Le 25 février, il bat son record de minutes et de points avec 24 minutes et 20 points inscrits lors de la victoire des siens 110 à 101 contre les Suns de Phoenix ; il dispute la totalité du quatrième quart-temps où il marque 10 de ses 20 points et prend 5 de ses 6 rebonds.
Le 4 avril, lors de la victoire des siens chez le Heat de Miami, il se tord le genou droit en première mi-temps ; l'IRM révèle une entorse des croisés et Muhammad met un terme à sa saison.

##### Saison 2014-2015
Le début de saison des Wolves est marqué par une série de blessures. Ricky Rubio, Kevin Martin, Thaddeus Young, Nikola Peković, Ronny Turiaf et Maurice Williams manquent le début de la saison 2014-2015. Le temps de jeu des jeunes joueurs est augmenté : Zach LaVine, Gorgui Dieng et Andrew Wiggins s'installent dans le cinq de départ et Shabazz Muhammad devient sixième homme.
En décembre, le transfert de Corey Brewer vers les Rockets de Houston ouvre le cinq de départ à Muhammad.

#### Bucks de Milwaukee (2018)

##### Saison 2017-2018
Le 1er mars 2018, il est coupé par les Timberwolves du Minnesota, il signe ensuite trois jours plus tard avec les Bucks de Milwaukee.

### Carrière en Chine

#### Shanxi Brave Dragons (2018-2019)

##### Saison 2018-2019
Muhammad participe au camp d'entraînement des Bucks mais il est licencié pendant la pre-saison et signe un contrat avec le club chinois des Shanxi Brave Dragons.

#### Shenzhen Aviators (2019-2020)

##### Saison 2019-2020
Le 15 août 2019, il reste en Chine et signe chez les Shenzhen Aviators.

##### Saison 2022-2023
Le 25 février 2023, il signe avec le Beirut Sports Club.    

## Statistiques

### Universitaires
Les statistiques de Shabazz Muhammad en matchs universitaires sont les suivantes :
| Saison    | Équipe   | Matchs | Titul. | Min./m | % Tir | % 3pts | % LF | Rbds/m. | Pass/m. | Int/m. | Ctr/m. | Pts/m. |
| --------- | -------- | ------ | ------ | ------ | ----- | ------ | ---- | ------- | ------- | ------ | ------ | ------ |
| 2012-2013 | UCLA     | 32     | 30     | 30,8   | 44,3  | 37,7   | 71,1 | 5,22    | 0,84    | 0,72   | 0,12   | 17,88  |
| Carrière  | Carrière | 32     | 30     | 30,8   | 44,3  | 37,7   | 71,1 | 5,22    | 0,84    | 0,72   | 0,12   | 17,88  |

### Professionnelles

#### Saison régulière NBA
| Saison    | Équipe    | Matchs | Titul. | Min./m | % Tir | % 3pts | % LF | Rbds/m. | Pass/m. | Int/m. | Ctr/m. | Pts/m. |
| --------- | --------- | ------ | ------ | ------ | ----- | ------ | ---- | ------- | ------- | ------ | ------ | ------ |
| 2013-2014 | Minnesota | 37     | 0      | 7,8    | 46,0  | 27,3   | 65,0 | 1,43    | 0,16    | 0,22   | 0,03   | 3,86   |
| 2014-2015 | Minnesota | 38     | 13     | 22,8   | 48,9  | 39,2   | 71,7 | 4,05    | 1,16    | 0,47   | 0,18   | 13,47  |
| 2015-2016 | Minnesota | 82     | 0      | 20,5   | 46,5  | 28,9   | 76,4 | 3,26    | 0,63    | 0,29   | 0,09   | 10,52  |
| 2016-2017 | Minnesota | 78     | 1      | 19,4   | 48,2  | 33,8   | 77,4 | 2,82    | 0,45    | 0,28   | 0,08   | 9,90   |
| 2017-2018 | Minnesota | 32     | 2      | 9,4    | 38,8  | 21,1   | 71,0 | 1,41    | 0,22    | 0,16   | 0,06   | 3,75   |
| 2017-2018 | Milwaukee | 11     | 0      | 10,6   | 55,2  | 37,5   | 89,5 | 2,82    | 0,64    | 0,36   | 0,09   | 8,55   |
| Carrière  | Carrière  | 278    | 16     | 17,2   | 47,3  | 31,9   | 75,1 | 2,77    | 0,54    | 0,29   | 0,09   | 9,01   |

Mise à jour le 30 septembre 2021

#### Playoffs NBA
| Saison   | Équipe    | Matchs | Titul. | Min./m | % Tir | % 3pts | % LF | Rbds/m. | Pass/m. | Int/m. | Ctr/m. | Pts/m. |
| -------- | --------- | ------ | ------ | ------ | ----- | ------ | ---- | ------- | ------- | ------ | ------ | ------ |
| 2018     | Milwaukee | 4      | 0      | 7,2    | 45,0  | 80,0   | 60,0 | 1,00    | 0,00    | 0,50   | 0,25   | 6,25   |
| Carrière | Carrière  | 4      | 0      | 7,2    | 45,0  | 80,0   | 60,0 | 1,00    | 0,00    | 0,50   | 0,25   | 6,25   |

## Records
Les records personnels de Shabazz Muhammad, officiellement recensés par la NBA sont les suivants :
| Type de statistique        | Saison régulière | Saison régulière                                  | Saison régulière                  |
| Type de statistique        | Record           | Adversaire                                        | Date                              |
| -------------------------- | ---------------- | ------------------------------------------------- | --------------------------------- |
| Points                     | 30               | @ Jazz de l'Utah                                  | 30 décembre 2014                  |
| Paniers marqués            | 12               | @ Trail Blazers de Portland Lakers de Los Angeles | 30 novembre 2014 14 décembre 2014 |
| Paniers tentés             | 21               | Lakers de Los Angeles                             | 14 décembre 2014                  |
| Paniers à 3 points réussis | 5                | @ Jazz de l'Utah                                  | 30 décembre 2014                  |
| Paniers à 3 points tentés  | 6                | @ Jazz de l'Utah                                  | 30 décembre 2014                  |
| Lancers francs réussis     | 6                | 3 fois                                            |                                   |
| Lancers francs tentés      | 9                | @ Spurs de San Antonio                            | 6 décembre 2014                   |
| Rebonds offensifs          | 5                | 3 fois                                            |                                   |
| Rebonds défensifs          | 9                | @ Clippers de Los Angeles                         | 1er décembre 2014                 |
| Rebonds totaux             | 10               | @ Clippers de Los Angeles                         | 1er décembre 2014                 |
| Passes décisives           | 5                | @ Celtics de Boston Suns de Phoenix               | 19 décembre 2014 7 janvier 2015   |
| Interceptions              | 3                | Trail Blazers de Portland @ Wizards de Washington | 10 décembre 2014 16 décembre 2014 |
| Contres                    | 1                | 8 fois                                            |                                   |
| Balles perdues             | 4                | Knicks de New York                                | 5 mars 2014                       |
| Minutes jouées             | 38               | @ Celtics de Boston @ Jazz de l'Utah              | 19 décembre 2014 30 décembre 2014 |

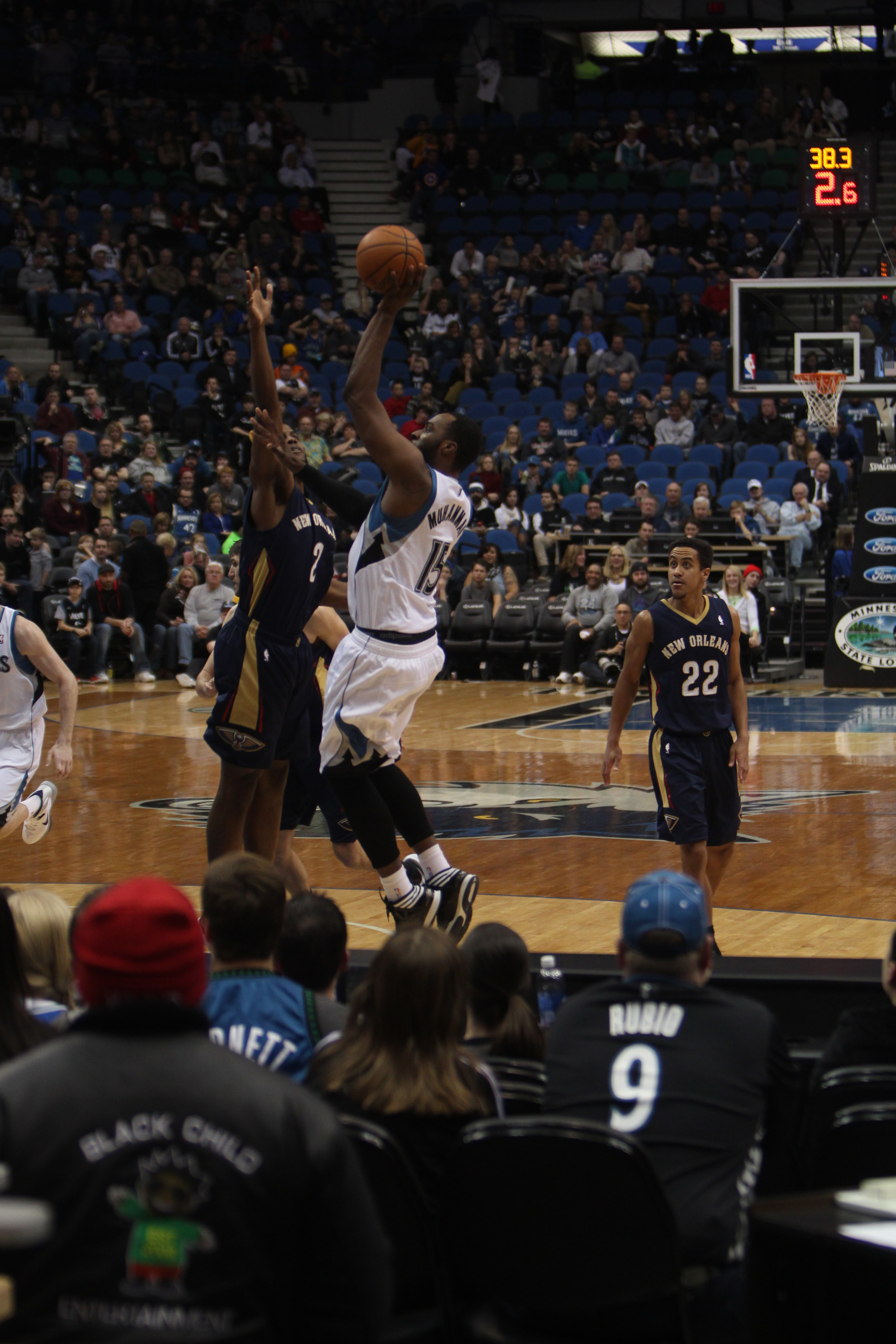
Shabazz Muhammad en janvier 2014.

- Double-double : 1 @ Clippers de Los Angeles le 1er décembre 2014 (au terme de la saison 2014-2015).
- Triple-double : aucun.

## Palmarès
- 2012 : Naismith prep Player of the Year.
- 2012 : MVP du McDonald's all American Game.

## Vie privée
En mars 2013, son père, Ron Holmes, ment sur l'âge de Shabazz en prétendant qu'il a 19 ans alors qu'il en a réellement 20.
En mai 2013, on apprend que son père est de nouveau accusé de fraude fiscale.
Il est atteint de la maladie de Gilles de La Tourette depuis ses 6 ans.